# 吉文林业局
吉文林业局是一个位于中华人民共和国内蒙古自治区呼伦贝尔市鄂倫春自治旗的类似乡级单位，亦是中国内蒙古森林工业集团所属的一个林业局。
吉文林业局始建于1958年，位于大兴安岭东部南坡，施业区总面积362970公顷，其中有林地面积31万多公顷，森林总蓄积量2050万立方米。

## 行政区划
吉文林业局下辖以下单位：
吉文经营所、吉库林场（吉库、吉莫、木奎、木柯库施业区）、吉西林场、红花尔基管护所、吉铁管护所、吉峰管护所（吉峰、吉源施业区）。